# Daniel Alba
José Daniel Alba Alba (ur. 8 grudnia 1940 w Chihuahua; zm. 21 stycznia 2012 w Meksyku) – meksykański zapaśnik walczący w stylu klasycznym. Olimpijczyk z Meksyku 1968, gdzie odpadł w eliminacjach w wadze półśredniej do 78 kg.

## Letnie Igrzyska Olimpijskie 1968
| Konkurencja                     | Walki                 | Walki                | Klas. końcowa |
| Konkurencja                     | Pierwsza runda        | Druga runda          | Miejsce       |
| ------------------------------- | --------------------- | -------------------- | ------------- |
| styl klasyczny, waga półśrednia | Rudolf Vesper (GDR) P | Károly Bajkó (HUN) P | druga runda   |